# حزب عوامي الوطني
حزب عوامي الوطني (الباشتو: عوامي نېشنل ګوند، الأردية: عوامی نيشنل پارٹی؛ اختصار: ANP) هو حزب سياسي قومي علماني يساري في باكستان. أسس الحزب خان عبد الولي خان في عام 1986 ورئيسه الحالي هو أسفنديار ولي خان حفيد عبد الغفار خان مع ميان افتخار حسين كأمين عام. جزء من الحكومة الباكستانية بقيادة حزب الشعب الباكستاني خلال الفترة 2008-2013، يعتبر الموقف السياسي لحزب عوامي الوطني يساريًا، ويدافع عن العلمانية والاشتراكية الديمقراطية وحكومة القطاع العام والمساواة الاقتصادية.